# Panini Comics
Panini Comics – włoskie wydawnictwo komiksowe, należące do Panini Group z siedzibą w Modenie.
Znajduje się wśród czołowych wydawców mangi we Włoszech.